# Saison 6 de Chicago Med
 (février 2025).
Si vous disposez d'ouvrages ou d'articles de référence ou si vous connaissez des sites web de qualité traitant du thème abordé ici, merci de compléter l'article en donnant les références utiles à sa vérifiabilité et en les liant à la section « Notes et références ».
Chronologie
Saison 5 Saison 7
Cet article présente le guide des épisodes de la sixième saison de la série télévisée américaine Chicago Med.

## Généralités
- Aux États-Unis, elle est diffusée du 11 novembre 2020 au 26 mai 2021 sur le réseau NBC.
- Au Canada, elle est diffusée en simultané sur le réseau Citytv.

## Distribution

### Acteurs principaux
- Nick Gehlfuss (VF : Didier Cherbuy) : Dr William « Will » Halstead, chirurgien et frère du détective Jay Halstead
- Yaya DaCosta (VF : Stéphanie Hédin) : April Sexton, une infirmière
- Torrey DeVitto (VF : Véronique Desmadryl) : Dr Natalie Manning, une pédiatre
- Brian Tee (VF : Sylvain Agaësse) : Dr Ethan Choi, urgentiste, un ancien médecin de l'Armée
- Marlyne Barrett (VF : Emmanuelle Rivière) : Maggie Lockwood, chef des infirmières des urgences
- S. Epatha Merkerson (VF : Virginie Emane) : Sharon Goodwin, la directrice du Chicago Medical Center
- Oliver Platt (VF : Yann Guillemot) : Dr Daniel Charles, chef de psychiatrie
- Dominic Rains (en) (VF : Anatole de Bodinat) : Dr Crockett Marcel, chirurgien traumatologiste/cardiothoracique

### Acteurs récurrents
- Tehmina Sunny (VF : Marie Diot) : Dr. Sabeena Virani
- Roland Buck III (VF : Adrien Larmande) : Dr. Noah Sexton
- Jodi Kingsley : Madeline Gastern
- Margaret Colin : Carol Conte
- Steven Weber (VF : Constantin Pappas) : Dr. Dean Archer
- Charlie Farrell : Mark Barragan
- Benny Mora : Mike

### Invités crossovers
- De Chicago Police Department
  - LaRoyce Hawkins (VF : Daniel Lobé) : Inspecteur Kevin Atwater
  - Christopher Meister : Tom Lake, procureur adjoint de l'État

- De Chicago Fire
  - Kara Killmer (VF : Victoria Grosbois) : Sylvie Brett, Chef ambulancière de l'ambulance No. 61
  - Joe Minoso (VF : Loïc Houdré) : Joe Cruz, pompier du camion No. 3
  - Hanako Greensmith : Violet Lin, ambulancière

## Épisodes

### Épisode 1:Un nouveau combat
- États-Unis /  Canada : 11 novembre 2020 sur NBC / Citytv
- Belgique : 20 août 2021 sur RTL-TVI
- Suisse : 21 août 2021 sur RTS Un
- France : 25 août 2021 sur TF1

- États-Unis : 7,83 millions de téléspectateurs (première diffusion)

### Épisode 2:L'Homme de la situation
- États-Unis /  Canada : 18 novembre 2020 sur NBC / Citytv
- Belgique : 20 août 2021 sur RTL-TVI
- Suisse : 21 août 2021 sur RTS Un
- France : 25 août 2021 sur TF1

- États-Unis : 7,87 millions de téléspectateurs (première diffusion)

### Épisode 3:Si loin, si proches
- États-Unis /  Canada : 13 janvier 2021 sur NBC / Citytv
- Belgique : 27 août 2021 sur RTL-TVI
- Suisse : 28 août 2021 sur RTS Un
- France : 1er septembre 2021 sur TF1

- États-Unis : 7,62 millions de téléspectateurs (première diffusion)

### Épisode 4:Mieux c'est trop
- États-Unis /  Canada : 27 janvier 2021 sur NBC / Citytv
- Belgique : 27 août 2021 sur RTL-TVI
- Suisse : 28 août 2021 sur RTS Un
- France : 1er septembre 2021 sur TF1

- États-Unis : 7,20 millions de téléspectateurs (première diffusion)

### Épisode 5:La Voix de la déraison
- États-Unis /  Canada : 3 février 2021 sur NBC / Citytv
- Belgique : 3 septembre 2021 sur RTL-TVI
- Suisse : 4 septembre 2021 sur RTS Un
- France : 8 septembre 2021 sur TF1

- États-Unis : 7,48 millions de téléspectateurs (première diffusion)

### Épisode 6:Raison et sentiments
- États-Unis /  Canada : 10 février 2021 sur NBC / Citytv
- Belgique : 3 septembre 2021 sur RTL-TVI
- Suisse : 4 septembre 2021 sur RTS Un
- France : 8 septembre 2021 sur TF1

- États-Unis : 7,29 millions de téléspectateurs (première diffusion)

### Épisode 7:Pour la bonne cause
- États-Unis /  Canada : 17 février 2021 sur NBC / Citytv
- Belgique : 10 septembre 2021 sur RTL-TVI
- Suisse : 11 septembre 2021 sur RTS Un
- France : 15 septembre 2021 sur TF1

- États-Unis : 7,59 millions de téléspectateurs (première diffusion)

### Épisode 8:Un sentiment d'abandon
- États-Unis /  Canada : 10 mars 2021 sur NBC / Citytv
- Belgique : 10 septembre 2021 sur RTL-TVI
- Suisse : 11 septembre 2021 sur RTS Un
- France : 15 septembre 2021 sur TF1

- États-Unis : 7,57 millions de téléspectateurs (première diffusion)

### Épisode 9:Le ver dans la pomme
- États-Unis /  Canada : 17 mars 2021 sur NBC / Citytv
- Belgique : 17 septembre 2021 sur RTL-TVI
- Suisse : 18 septembre 2021 sur RTS Un
- France : 22 septembre 2021 sur TF1

- États-Unis : 7,09 millions de téléspectateurs (première diffusion)

### Épisode 10:Protéger l'autre
- États-Unis /  Canada : 31 mars 2021 sur NBC / Citytv
- Belgique : 17 septembre 2021 sur RTL-TVI
- Suisse : 18 septembre 2021 sur RTS Un
- France : 22 septembre 2021 sur TF1

- États-Unis : 7,24 millions de téléspectateurs (première diffusion)

### Épisode 11:Renoncements nécessaires
- États-Unis /  Canada : 7 avril 2021 sur NBC / Citytv
- Belgique : 24 septembre 2021 sur RTL-TVI
- Suisse : 25 septembre 2021 sur RTS Un
- France : 29 septembre 2021 sur TF1

- États-Unis : 6,88 millions de téléspectateurs (première diffusion)

### Épisode 12:Un risque à prendre
- États-Unis /  Canada : 21 avril 2021 sur NBC / Citytv
- Belgique : 24 septembre 2021 sur RTL-TVI
- Suisse : 25 septembre 2021 sur RTS Un
- France : 29 septembre 2021 sur TF1

- États-Unis : 7,15 millions de téléspectateurs (première diffusion)

### Épisode 13:Savoir s'entourer
- États-Unis /  Canada : 5 mai 2021 sur NBC / Citytv
- Belgique : 1er octobre 2021 sur RTL-TVI
- Suisse : 2 octobre 2021 sur RTS Un
- France : 6 octobre 2021 sur TF1

- États-Unis : 7,09 millions de téléspectateurs (première diffusion)

### Épisode 14:Période d'essai
- États-Unis /  Canada : 12 mai 2021 sur NBC / Citytv
- Belgique : 1er octobre 2021 sur RTL-TVI
- Suisse : 2 octobre 2021 sur RTS Un
- France : 6 octobre 2021 sur TF1

- États-Unis : 7,06 millions de téléspectateurs (première diffusion)

### Épisode 15:Libre consentement
- États-Unis /  Canada : 19 mai 2021 sur NBC / Citytv
- Belgique : 8 octobre 2021 sur RTL-TVI
- Suisse : 9 octobre 2021 sur RTS Un
- France : 13 octobre 2021 sur TF1

- États-Unis : 6,62 millions de téléspectateurs (première diffusion)

### Épisode 16:Le Temps de guérir
- États-Unis /  Canada : 26 mai 2021 sur NBC / Citytv
- Belgique : 8 octobre 2021 sur RTL-TVI
- Suisse : 9 octobre 2021 sur RTS Un
- France : 13 octobre 2021 sur TF1

- États-Unis : 7,26 millions de téléspectateurs (première diffusion)